# Port Nelson
Port Nelson est une ville des Bahamas située sur l'île de Rum Cay.